# Università statale di Gwanda
L'Università statale di Gwanda è un'università situata a Gwanda, in Zimbabwe. È stata fondata nel 2012.
L'università ha a disposizione 2 corsi che sono:
- Facoltà di ingegneria (durata di cinque anni)
- Facoltà agricole (durata di quattro anni)

Il campus attualmente si trova nella ex-miniera di Epoch (a causa di lavori nel campus) nel distretto di Insiza (Matabeleland Meridionale), che un tempo faceva parte del distretto di Gwanda, la stessa dell'università. Il campus, dopo i lavori, dovrebbe essere grande 87 ettari e avere un campo di 2,5 ettari in Filabusi.